# 魏杖子站
魏杖子站是一个锦承铁路和魏塔铁路上的铁路车站，位于辽宁省朝阳市凌源市刘杖子乡，建于1935年，目前为四等站，邮政编码为122526。目前客运：办理旅客乘降；行李、包裹托运；货运：办理整车、零担货物发到。